# Tamara Khanum
Tamara Khanum, née le 29 mars 1906 et morte le 30 juin 1991, est une danseuse ouzbèke d’origine arménienne connue pour être la première femme en Ouzbékistan à ne pas porter le voile en représentation,. Tamara est la collègue de Nourkhon Youlacheva, danseuse malheureuse qui est assassinée lors d’un crime d’honneur pour avoir retiré son voile sur scène.

## Jeunesse
Tamara Khanum, née Tamara Artyomovna Petrosyan à Marguilan, est issue d’une famille arménienne. Dès son plus jeune âge, elle manifeste un intérêt pour la danse, chantant et dansant des chansons folkloriques ouzbèkes. En 1919, elle rejoint une troupe de théâtre mobile du Turkestan russe, dirigée par Hamza Niyazi. 

## Carrière
En 1921, Tamara rejoint l’opéra russe de Tachkent et le théâtre de ballet Sverdlov avant de rejoindre la troupe du ballet de Tachkent en 1922. En 1924, elle est diplômée de l’école Central Technical of Theater Arts de Moscou.
Les danses de Khanum ont eu un effet profond sur l’écrivain américain Langston Hughes qui est à l’origine de l’article Tamara Khanum : Societ Asia’s Greatest Dancer paru en 1934. Il lui reconnaît une technique et une volonté de casser les codes de l’époque en apparaissant sur scène sans voile.

## Fin de vie
Tamara Khanum est inhumée au cimetière de Chigʻatoy à Tachkent.

## Héritage
Crée en 1994 à Tachkent, la maison mémorielle de Tamara Khanum rend hommage à la danseuse.
Située dans le centre-ville de Tachkent, il est possible d'y voir une importante collection de costumes (traditionnels ou venant de Russie, Azerbaïdjan, Arménie, Égypte, Inde, Corée du Sud, Chine, Lituanie ou encore Indonésie) et d’autres documents relatant sa vie (articles de journaux et photographies des années 1920-1980, des posters, des manuscrits, des portraits ainsi que les mémoires jamais parues de la danseuse). C’est dans cette maison que Khanum vit avant de mourir.
Pour autant la collection de costumes était visible du public dès 1986, du vivant de Tamara.
En 2008, la maison et la collection sont restaurées.